# Lactarius controversus
Espèce
Lactarius controversus, parfois appelé lactaire renversé, lactaire retourné, lactaire taché, latyron ou roussette, est un champignon de la famille des Russulaceae. Ce lactaire pousse en Europe et Amérique du Nord.

## Description morphologique

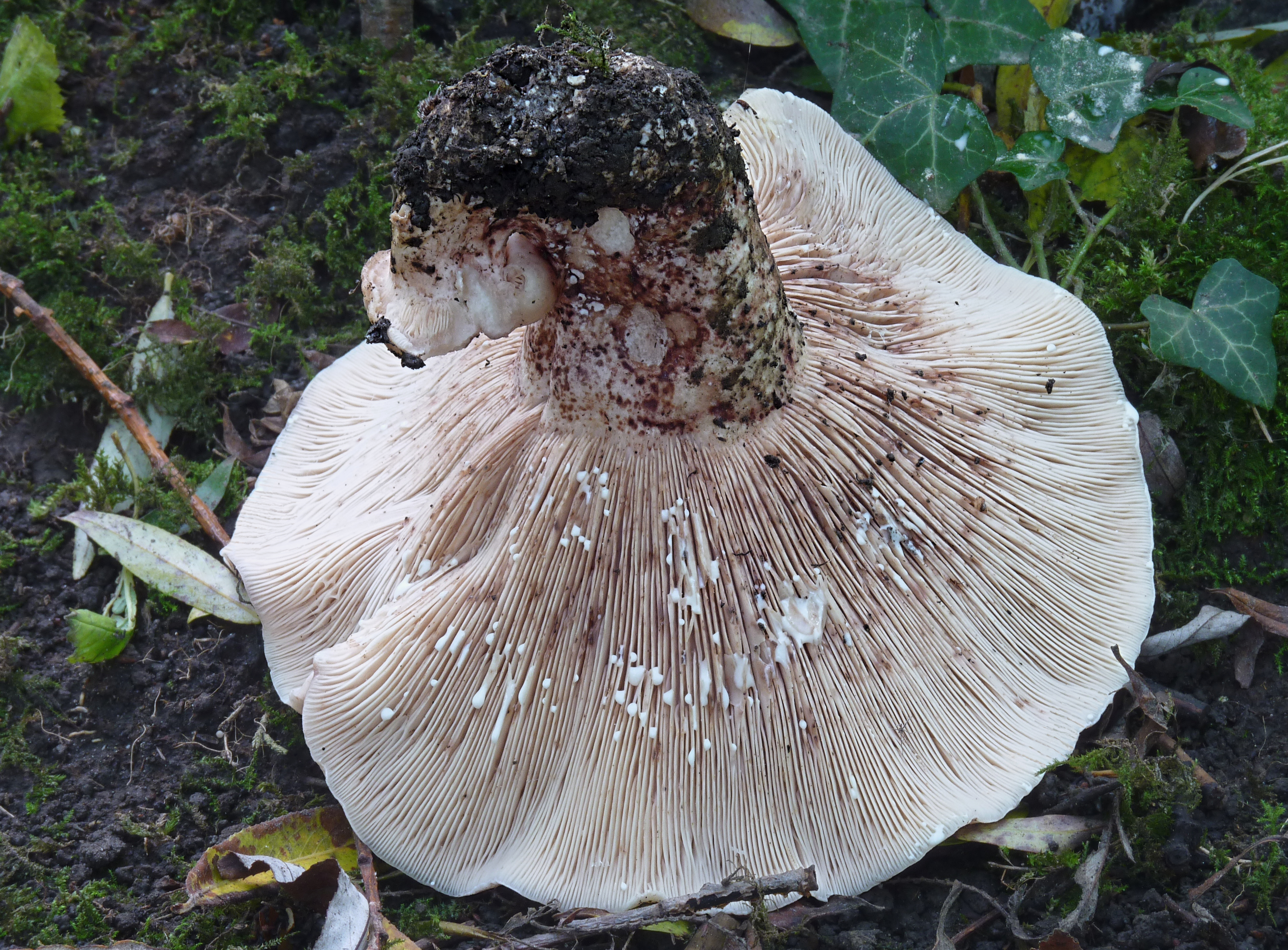
Sur les lamelles, on voit un suintement d'un "lait" blanc.

Le chapeau, qui mesure entre 8 et 30 cm de diamètre, d'abord convexe et à la marge enroulée, prend à maturité une forme de grand entonnoir épais au centre et à la marge fine et souvent ondulée. Globalement blanc, il présente souvent des zones plus ou moins vaste de teinte beige rosé ou des taches brun violacé.
Les lames, très serrées, sont d'abord blanches puis rosissent en vieillissant. La sporée est rosée.
Le pied est plein, haut de 2,5 à 5 cm et large de 1,5 à 4,5 cm,, de consistance ferme et de couleur blanche, parfois teintée de beige rosé ou de brun violacé.
La chair blanche a une odeur faiblement fruitée et acidulée. Sa saveur est âcre et amère. Elle produit un lait blanc âcre.

## Hyménium
L'hyménium est constitué de basides produisant des spores en grand nombre. Elles mesurent 6 ou 7 μm sur 5 ou 6 μm et présentent de petites crêtes saillantes formant une sorte de réseau en surface. Il contient aussi des cystides fuselée et plutôt volumineuses puisqu'elles atteignent 15 μm de largeur.

## Répartition et habitat
On trouve ce champignon en Amérique du Nord et en Europe, souvent en association avec des peupliers (notamment Populus alba) ou des saules, mais aussi dans des espaces dégagés tels que prés et lisière de bois.

## Comestibilité
Ce champignon n'est pas comestible de par son mauvais goût.